# Große Ljachow-Insel
Die Große Ljachow-Insel (russisch Большой Ляховский, jakutisch Ляхов улахан арыыта) ist die größte und südlichste der Ljachow-Inseln im Archipel der Neusibirischen Inseln. Sie ist unbewohnt.
Die Insel ist 4.600 km2 groß. Ihre mit 293 m höchste Erhebung, der Emy Tas, befindet sich im äußersten Südosten nahe dem Kap Schalaurow. Die 45 km breite Laptew-Straße trennt die Insel vom sibirischen Festland.
Entdeckt wurde sie 1710 von Jakow Permjakow, dieser erforschte sie 1712 gemeinsam mit Merkuri Wagin auch zum ersten Mal. Die Namensgebung der Insel geht auf Iwan Ljachow (Иван Ляхов) zurück, einen Händler, der die Inseln in der Hoffnung, Mammutknochen und Elfenbein zu finden, 1773 erkundete.